# アルガムベイ
アルガムベイ（英語: Arugam Bay）は、スリランカの東部州アンパーラ県の町である。スリランカの南東海岸に位置しており、最大の都市コロンボから東に320km、近隣の町ポトゥヴィルから南に4kmの距離にある。サーフィンの名所として知られている。
町の主要エリアであるUllae地区ではムスリムが多くを占めるが、町の南側にかけてタミル人やシンハラ人も居住しており、またヨーロッパやオーストラリアからの移住者もみられる。元々は漁業を中心とした小さな町であったが、近年になってサーフィンを中心とした観光業が急成長している。観光資源としてはまたビーチやラグーンといった地元の自然に加え、歴史的な寺院や、近隣のクマナ国立公園もある。